# Волинка
Воли́нка — старовинний народний музичний інструмент, відомий в Україні, Білорусі, Польщі, Болгарії, Шотландії, Ірландії, Удмуртії та в інших країнах. Волинка складається з декількох трубок, що кріпляться до торби або міхура з повітрям. Одна (рідше дві) трубка має ігрові отвори і на ній можна виконувати нескладні мелодії — інші трубки під час гри видають безперервний монотонний низький звук (органний пункт, бурдон) на тоніці або домінанті, звідки і пішов вираз — тягнути волинку. Під час гри виконавець тримає волинку під пахвою або перед собою, натискаючи на торбу.
Вівчарські волинки або козиці в Україні називали ґа́йдами (дудами). Цікаво, що в іспанській Галісії подібний інструмент називається гайта.
Волинкою також називають невелику п'єсу танцювального характеру з елементами наслідування звучання волинки.
В українській мові має синоніми: міх, дуда, коза, козиця, баран і т. ін. Більшість синонімів залежать від того, зі шкіри якої тварини вичинено міх.
Вважається, що в Україні дуда з’явилася в XVI ст. саме на території Волині — звідси й назва «волинка», що поширилася на території колишньої Російської імперії. Проте є підстави думати, що в Україні волинка могла бути й раніше, оскільки і в країнах Заходу та Сходу вона має більш давню історію.

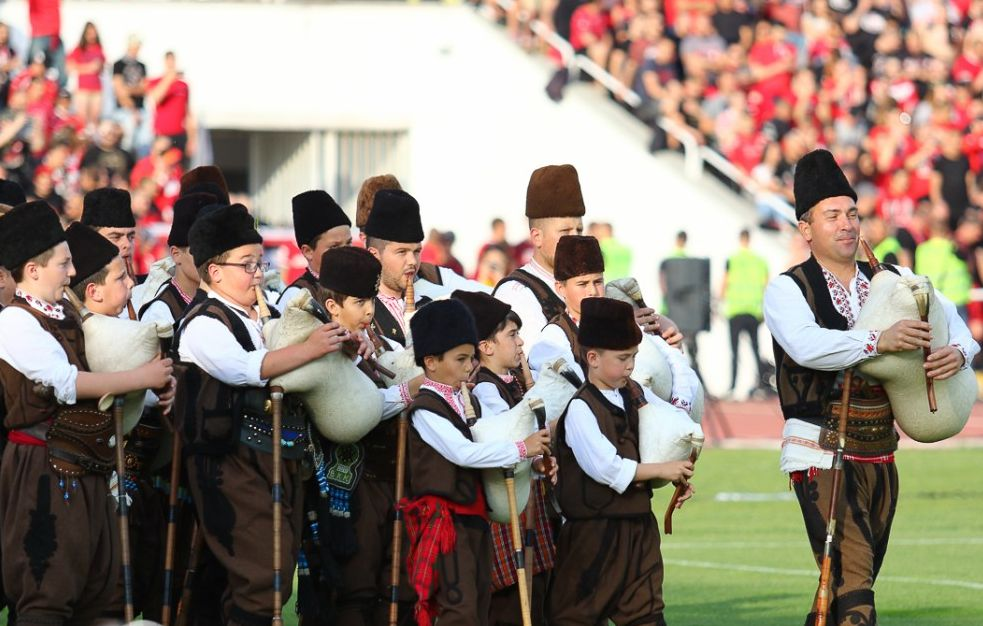
Болгарські гравці на ґайдах.Софія

## Галерея

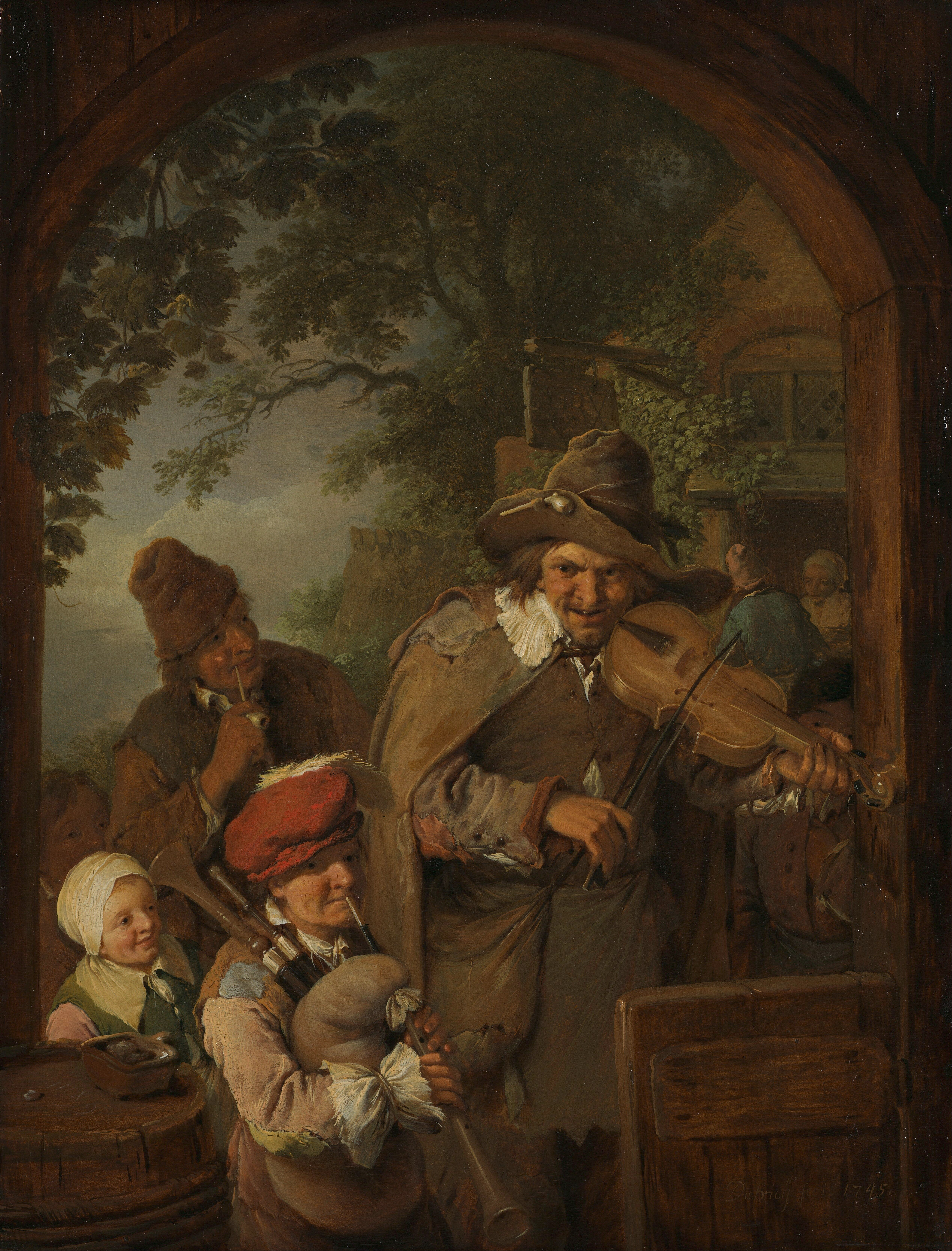
«Бродячі музиканти». Кристиан Вільгельм Ернст Дитрих, 1745